# Чигрин Іван Андрійович
Іва́н Андрі́йович Чи́грин (17 грудня (за старим стилем) 1879, Миколаїв — 1919, Бірзула) — революціонер-більшовик; брав участь у підпільній роботі у південній Україні; після революції 1917 року страчений денікінцями.
Професійний революціонер, учасник боротьби за владу Рад в Україні. У 1901 році вступив до РСДРП. Через рік очолює марксистський гурток в м. Миколаєві. Цей гурток об'єднав робітників заводу «Наваль», на якому в той період працював І. А. Чигрин, і працівників порту. Вони вивчали Комуністичний маніфест, «Капітал» К. Маркса, читали твори російських та зарубіжних класиків, популярні книги з історії та мистецтва.
Після ІІ з'їзду РСДРП став більшовиком. Іван Чигрин бере активну участь у підготовці і проведенні святкування 1 травня 1903 року в Миколаєві.
24 травня 1903 року виступає на багатотисячному мітингу перед робітниками заводу «Наваль» на захист економічних, соціальних і політичних прав трудящих.
Перше «бойове хрещення» отримав 21 липня 1903 року в Миколаєві під час страйку і демонстрації під лозунгом «Геть самодержавство!». Цей виступ Іван Чигрин очолив разом з Парфеном Гаркушею. Серед вимог робітників: встановлення 8-годинного робочого дня, збільшення заробітної платні на одну третину.
На кінець 1903 року багато робітників було заарештовано, відбував ув'язнення в одиночній камері Ломже і Іван Чигрин.
Перша російська революція застала І. А. Чигрина в Миколаєві, де він очолює боротьбу трудящих проти царизму. 13 січня 1905 року в трактирі «Китай» на Соборній вулиці зібрався актив більшовицької організації заводу «Наваль» і порту для узгодження планів проведення акцій протесту. Поліція виявила місце проведення зборів і заарештувала їх учасників, серед яких був 25-річний Іван Чигрин.
Чигрин очолює комітет об'єднаних соціал-демократичних організацій м. Миколаєва. Потім — нові арешти, заслання в Архангельську губернію. Втікає із заслання, і з 1908 року знову в Миколаєві, активно включається в політичну боротьбу.
Іван Чигрин, серед інших революціонерів, згаданий у книзі «Подземные баррикады», автор Віктор Близнець.
У квітні 1917 року обирається членом партійного комітету заводу «Наваль», в серпні цього ж року — членом загальноміського комітету РСДРП, у вересні-жовтні — активний учасник підготовки збройного виступу Червоної армії. Після Жовтневої революції 1917 року І. Чигрин — один з організаторів встановлення радянської влади і створення більшовицьких організацій в Миколаєві. Депутат ІІ Всеросійського з'їзду Рад.
Під час австро-німецької окупації — учасник повстання миколаївського пролетаріату в 1918 році. Коли 16 березня 1918 року німці ввійшли до Миколаєва, для підпільної роботи залишили групу членів партії на чолі з І. Чигрном. 22 березня на об'єднаному засіданні заводських комітетів заводів «Наваль», «Темвод», «Рассуд» вирішено почати повстання. У червні 1918 року на нелегальній партійній конференції до складу підпільного міськкому РКП(б) обраний І. Чигрин.
14 березня 1919 року в Миколаїв увійшли частини Червоної армії. У перші дні серпня 1919 року на заводі «Наваль» відбувся мітинг у зв'язку з мобілізацією на боротьбі з Денікіним. На фронти пішли керівні працівники Миколаївської партійної організації, у тому числі і Іван Чигрин.
Загинув І. А. Чигрин на бойовому посту, виконуючи доручення доставити документи і гроші в міський партійний комітет. Був по звірячому вбитий денікінцями в районі м. Бірузли (нині м. Подільськ Одеської області).
Іменем Чигрина була названа вулиця в Миколаєві. У 2016 році у зв'язку з декомунізацією вулиці було повернуто історичну назву — Погранична. На перехресті Пограничної вулиці і Богоявленського проспекту в 1974 році відкрито бронзовий бюст. Автори: скульптор О. Здіховський, архітектори М. Самойлов, Ю. Гретов. На гранітному постаменті напис: «Видному революционеру Ивану Андреевичу Чигрину (1879—1919) от благодарных земляков». Розпорядженням голови Миколаївської ОДА від 21 травня 2016 р. № 197-р «Про перейменування об'єктів топоніміки та демонтаж пам'ятників та пам'ятних знаків» пам'ятник Іванові Чигрину був віднесений до переліку пам'ятників та пам'ятних знаків, розташованих на території населених пунктів Миколаївської області, що демонтуються.